# Francisco Jattin
Francisco José Jattin Corrales (Santa Cruz de Lorica, Córdoba, 26 de julio de 1973) es un político colombiano. Es miembro del Partido de la U con el cual logró ganar por elección popular las elecciones a la Alcaldía de Santa Cruz de Lorica para el período 2012-2015, en total obtuvo 19 919 votos (39,21%).

## Biografía
Jattin Corrales es hijo del ex congresista liberal Francisco Jattin Safar y hermano de la exsenadora Zulema del Carmen Jattin Corrales. Está casado con Emilia María Sossa Barreto y tiene tres hijos: María Victoria Jattin, Salma Jattin y Francisco José Jattin.